# Иван Ничић
Иван Ничић (енгл. Ivan Nicic) српски је рагбиста, који тренутно игра рагби 15 за Партизан. Иван је бивши репрезентативац Републике Србије у рагбију 15.</ref></ref>

## Рагби каријера
Поникао је у Црвеној Звезди, која се тада звала Краљевски Београдски рагби клуб. Тренирао је рагби на Ади. Нажалост, након жестоке туче са саиграчем на тренингу, избачен је из Звезде, па је прешао у Партизан у којем је провео деценију, као првотимац.

## Успеси са екипом
Државни првак Србије у рагбију 15 са Партизаном 2018, 2019, 2020, 2021.
Освајач националног Купа Србије у рагбију 15 са Партизаном 2015, 2019, 2021.

## Играчки квалитети
Ивана красе срчаност и агресивност. Некадашњи Репрезенативац Србије Иван Ничић је још један искусан играч који може остварити тренерове замисли и одиграти на високом нивоу.У ранијој фази каријере покривао је и позицију стуба, сада углавном игра у другој линији.

## Приватан живот
Родио се на Косову и Метохији. Остварио се као отац и муж, има жену и дете. Има бројне тетоваже на телу.